# Caska
Caska falu Horvátországban, Lika-Zengg megyében. Közigazgatásilag Novaljához tartozik.

## Fekvése
A Pag-sziget északnyugati részén Novaljától 3 km-re keletre, a sziget belsejébe mélyen benyúló Pagi-öböl (Paški zaljev) északnyugati végében, az azonos nevű kisebb öbölben fekszik.

## Története
A Caskai-öbölben ma csak néhány ház áll, partjai előtt a tenger mélyén azonban egy egész elöntött római város romjai rejtőznek. A római város Cissa a legenda szerint a 4. században egy földrengésben pusztult el, de ennél sokkal valószínűbb, hogy az évszázadok során fokozatosan öntötte el a tenger. A városnak becslések szerint mintegy ötezer lakosa volt, de vannak történészek akik ezt a számot harmincezerre teszik. A ma is folytatódó régészeti kutatások még nem fedték fel Caska titkait. 1964-ben viszont feltárták a római vízvezetékrendszer bejáratát, amely az ókori Cissának jobb vízellátást biztosított mint amilyen az ősi Rómának volt. A város egykori nagyságáról és jelentőségéről tanúskodik az is, hogy fényűző nyaralója volt itt az egyik leggazdagabb és legismertebb római szenátori családnak a Calpurniáknak. Arról, hogy a település a rómaiak előtt is létezett-e nincs adat, de bizonyos, hogy virágkorában a Pag-sziget legnagyobb városa volt. A Római Birodalom bukása után a sziget bizánci fennhatóság alá került. A horvátok a 7. század elején érkeztek a szigetre, mely a 8. és 9. század folyamán államuk része lett. A horvát nemzeti királyok idején Cissa a környező közösségek és nemesi családok birtokainak központjává fejlődött. A 11. században IV. Krešimir horvát király Novalját a sziget nyugati felével együtt a rabi püspökégnek adta. A 12.–14. században heves harcok dúltak a Magyar Királyság és a Velencei Köztársaság között a dalmáciai városok és szigetek birtoklásáért. Pag szigetén Rab és Zára küzdött a terület birtoklásáért. 1203-ban a záraiak a földig rombolták Kissa várát, amely a Košljun nevű magaslaton állt. A 15. század elején a dalmát városok és szigetek többségével együtt négy évszázadra Caska is Velence uralma alá került. A 18. század végén Napóleon megszüntette a Velencei Köztársaságot. Pag szigete 1797 és 1805 között Habsburg uralom alá került, majd az egész Dalmáciával együtt a Francia Császárság része lett. 1815-ben a bécsi kongresszus újra Ausztriának adta, amely a Dalmát Királyság részeként Zárából igazgatta 1918-ig. A településnek 1880-ban 26, 1910-ben 48 lakosa volt. Ezt követően előbb a Szerb-Horvát-Szlovén Királyság, majd Jugoszlávia része lett. 2011-ben 25 lakosa volt. Lakói főként a turizmusból, juhtenyésztésből, halászatból és szőlőtermesztésből élnek.

## Caska legendája
Caskával kapcsolatban a szájhagyományban máig fennmaradt egy legenda, mely szerint egykor gazdag város volt, ahol kezdetben jó emberek éltek, de ahogyan gazdagsága fokozódott egyre inkább eltávolodtak Istentől. Ezért Isten úgy határozott, hogy megbünteti őket. Elküldte angyalát egy idegen képében, hogy ítélje meg hogy kik a jó emberek, akik megmenekülhetnek a szörnyű haláltól amely fenyegeti a város minden lakóját. Az angyal érkezése után megbizonyosodott a nagy bűnökről , amelyek a városban megtelepedtek. Talált két nővért Bonát és Malát. Bona jó volt, de Mala gonosz. Bonát Isten parancsára figyelmeztette arra, hogy mi készül. Azon a napon, amikor Caskának bűnhődnie kellett az angyal kivitte őt a városból és elvitte messze a sziget déli részére. Akkor Isten a mennyből pusztító tüzet, erős szelet és földrengést küldött a városra. Caska romjai lesüllyedtek a tenger fenekére minden aranyával és drágaságával együtt. Bona a sziget déli részén talált egy fiatal pásztort akihez feleségül ment. Együtt alapítottak egy új várost Pagot. Eddig a legenda az elsüllyedt és iszappal befedett városról, melynek ma már csak a búvárok láthatják romjait, azonban ezek legnagyobb része is hozzáférhetetlen a több rétegű iszap, homok és tengeri növényzet miatt.

## Lakosság
| Lakosság változása | Lakosság változása | Lakosság változása | Lakosság változása | Lakosság változása | Lakosság változása | Lakosság változása | Lakosság változása | Lakosság változása | Lakosság változása | Lakosság változása | Lakosság változása | Lakosság változása | Lakosság változása | Lakosság változása | Lakosság változása |
| ------------------ | ------------------ | ------------------ | ------------------ | ------------------ | ------------------ | ------------------ | ------------------ | ------------------ | ------------------ | ------------------ | ------------------ | ------------------ | ------------------ | ------------------ | ------------------ |
| 1857               | 1869               | 1880               | 1890               | 1900               | 1910               | 1921               | 1931               | 1948               | 1953               | 1961               | 1971               | 1981               | 1991               | 2001               | 2011               |
| 0                  | 0                  | 26                 | 0                  | 0                  | 48                 | 48                 | 0                  | 39                 | 24                 | 20                 | 0                  | 10                 | 16                 | 23                 | 25                 |

## Nevezetességei
- Cissa ókori város maradványai. A Caskai-öbölben nagy számú régészeti lelet és épületmaradvány került elő, bár az ókori város legnagyobb részét tenger borítja, ezért a hely a horvát víz alatti régészet egyik fő terepe.[4]
- A Caskai mező felett, a „Košljun” nevű helyen, egy erődített település maradványai találhatók, amelyről azt feltételezik, hogy a római kor előtti Kissa központja volt. Mijat Sabljar már a 19. század közepén felfigyelt a helyszínre. Az épületmaradványokkal rendelkező terület nagysága, amelyen három alkalommal végeztek kutatásokat mintegy 3,93 hektár. Korábbi kutatások szerint valószínűleg egy nagyobb ókori településről van szó, amelynek további kutatása megoldást jelent a legendás Cissa nevének és helyének évszázados rejtélyére. Az épület alsó vonalának két falának sarkánál valószínűleg impluviumot[5] találtak, melynek nyitott része körül minőségi és csiszolt padlóburkolatot tártak fel. Nagyobb mennyiségű kerámiát, téglatöredéket találtak az impluvium feltöltésében.[6]
- Szent György várának romjai.
- A Szent György templom romjai a Caskai mező felett a Caska-öböl keleti partján emelkedő Szent György dombon találhatók. A romok egy nagyobb erődkomplexum részét képezik, amely uralja a tájat. Tájolása délkelet-északnyugati irányú. Az elmúlt száz évben a templom falai körül számos réteget tártak fel, a legújabb régészeti kutatások eredményei szerint pedig feltételezhető, hogy itt egy késő ókori erőd állt, amelyen később templomot építettek. Legrégebbi része még a római kor előtt épült, végső formáját pedig a 14. században nyerte el. Jellegzetességei alapján a szakrális építmények úgynevezett pagi típusához sorolták, de a konstruktív elemek későbbi részletesebb elemzése ezt cáfolja.[7]
- A Caska-öböl keleti részén található a „Tuner”, egy szabályos henger alakú négy emeletes építmény, téglalap alakú bejárattal, tetején, körülbelül 15 méter magasságban, egy kis figyelőhely található. A 19. században építették faragott követből habarcs kötőanyag használatával. A Tuner értékes emléke a szigeten folytatott hagyományos horgászatnak, a halak mozgásának megfigyelésére alkalmas figyelőhely volt.[8]
- Palčić püspök nyaralójának maradványai a Szent Antal-templommal.[9] Az épületegyüttes több lakó- és kereskedelmi helyiségből állt. Mára a legjobb állapotban a maradt fenn, míg a komplexum többi része romossá vált. A nyaralókomplexum építése a 15. században kezdődött, amikor Palčić osori püspök nagyobb földterületet kapott Caska környékén, kárpótlásul azért a földért, amelyen Pag új városa épült.